# Drangedal
Drangedal è un comune norvegese della contea di Telemark.
Qui nacque il politico Nicolai Johan Lohmann Krog. 
Fa parte della regione tradizionale di Grenland. Il comune di Drangedal è stato costituito il 1º gennaio 1838 (quando entrò in vigore il provvedimento noto come Formannskapsdistrikt). Il distretto di Tørdal comprende la parte nord-ovest del comune. 
Il centro amministrativo è il villaggio di Prestestranda che si trova sul lago Toke. Il governo municipale si trova qui come anche le scuole elementari e secondarie, i centri acquisti e una banca.

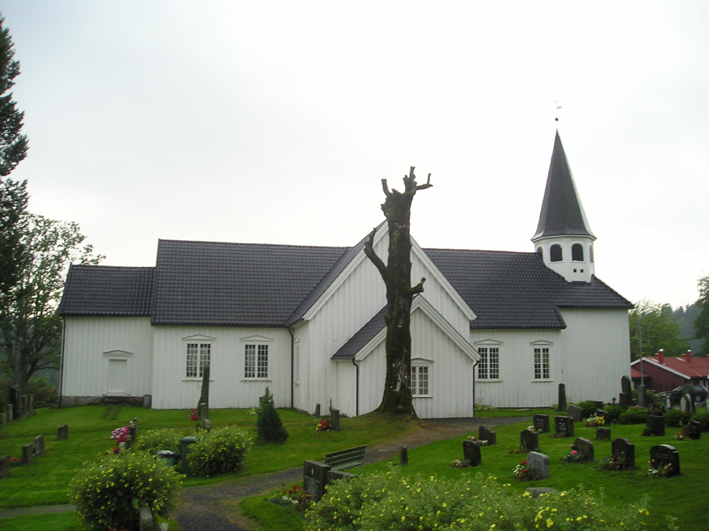
Drangedal Chiesa parrocchiale

## Storia

### Simboli
Lo stemma di Drangedal è stato approvato dal consiglio comunale con delibera del 26 gennaio 1989 ed adottato il 6 settembre dello stesso anno.

## Cultura

### Media
Il giornale quotidiano Drangedalsposten è pubblicato a Drangedal.

## Infrastrutture e trasporti
La stazione ferroviaria di Drangedal si trova a Prestestranda ed è servita dalla linea ferroviaria Sørlandsbannen che va da Oslo a Kristiansand.

## Sport
Si può praticare lo sci alpino e cross-country nella zona di Drangedal, al resort sciistico di Telemark.